# Lindóia do Sul
Lindóia do Sul är en kommun i Brasilien.   Den ligger i delstaten Santa Catarina, i den södra delen av landet, 1 300 km söder om huvudstaden Brasília. Antalet invånare är 4 642.
I omgivningarna runt Lindóia do Sul växer i huvudsak städsegrön lövskog. Runt Lindóia do Sul är det ganska glesbefolkat, med 28 invånare per kvadratkilometer.